# هولاند كوتر
هولاند كوتر (بالإنجليزية: Holland Cotter)‏ هو صحفي أمريكي، ولد في 9 أبريل 1947.